# Nathan Cox
Nathan „Karma“ Cox (* 10. června 1971) je režisér videoklipů.

## Životopis
Narodil se 10. června 1971. Vždy se zajímal o filmy. Už na základní škole začal točit filmy pomocí kamarádovy kamery a s figurkami z Hvězdných válek.
Po dlouhou dobu[ujasnit] tvořil pouze krátké filmy, dělal to tak na počátku svých středoškolských studií. Poté odešel studovat, díky své výborné grafické tvorbě, na Otis/Parsons School of Art and Design. Přestože zde nebyly žádné filmové třídy, chtěl spolupracovat na každém zdejším filmovém projektu.
Krom režírování má velký zájem o graffiti, příšery, staré filmy (horory) a hudbu. Přátelí se s Johnatanem Davisem, zpěvákem skupiny KoЯn. Mezi další skupiny, se kterými je spojen, patří např. Orgy nebo Coal Chamber.
Jedná se o fanouška skupin Deadsy a v roli, kterou ztvárnil ve videoklipu Linkin Park – In The End, vystupuje s bílým řetězem kolem krku a překládá zednářský kód jedné z rekvizit. Pozdější překlad podle zmíněné rekvizity tvoří jméno kapely a pár dalších slov.
Přestože nebyl moc známý mezi renomovanými tvůrci videoklipů, vyhrál několik[ujasnit] ocenění MTV (Video Music Award).
Nyní[kdy?] má v úmyslu pustit se do tvorby celovečerních filmů.
Nedávno[kdy?] se spojil s režisérem Zachem Merckem, s nímž vytvořil režijní tým s názvem Fort Awesome. Doposud režírovali klipy pro skupiny Lacuna Coil a Bleeding Through.

## Filmografie
- Music As A Weapon Tour 2 – Disturbed, Unloco, Taproot a Chevelle
- "Deuce" – KoЯn
- "Loco" – Coal Chamber
- "Sugar" – System of a Down
- "War?" – System of a Down
- "Ty Jonathan Down" – Videodrone, host Jonathan Davis
- "Synthetic" – Spineshank
- "Angel’s Son" – různí interpreti (tvořen z členů KoЯn, Sevendust, Slipknot, System of a Down, Coal Chamber, Limp Bizkit, Sugar Ray atd.)
- "Papercut" – Linkin Park (spolupráce s Joe „Mr. Hahn“ Hahnem)
- "In the End" – Linkin Park (také spolupráce s Mr. Hahnem)
- "Crashing Around You" – Machine Head
- "Cold" – Static-X (spolupráce s Mr. Hahnem)
- "I Feel So" – Boxcar Racer (spolupráce s Tomem DeLonge)
- "The Red" – Chevelle
- "Pitiful" – Blindside
- "Dem Girlz" – Oxide & Neutrino
- "Good Times" – Finger Eleven
- "Something Beautiful" – Cauterize
- "Redefine" – SOiL
- "Looks Like They Were Right" – Lit
- "Guilty" – The Rasmus
- "Vitamin R (Leading Us Along)" – Chevelle
- "Little Sister" – Queens of the Stone Age
- "The Clincher" – Chevelle
- "Drive Away" – Gratitude
- "Personal Jesus" – Marilyn Manson
- "Liberate" – Disturbed
- "Alone (No More)" – Craving Theo
- "Right Here" – Staind
- "Stricken" – Disturbed
- "Our Truth" – Lacuna Coil (spolupráce se Zachem Merckem)
- "Kill To Believe" – Bleeding Through (spolupráce se Zachem Merckem)
- "Killing Loneliness" – HIM
- "Ne Ne Pok"
- "Anthem (We Are The Fire)" – Trivium
- "Enjoy the Silence" – Lacuna Coil (spolupráce se Zachem Merckem)
- "Closer" – Lacuna Coil (spolupráce se Zachem Merckem)
- "Not All Who Wander Are Lost" – DevilDriver
- "The Running Free" – Coheed and Cambria
- "Poontang Boomerang" – Steel Panther